# Literatura galega
A literatura galega é aquela escrita em galego e em geral é literatura feita na Galiza ou por galegos. Porém, os diferentes exílios políticos e a forte emigração marcaram de maneira especial esta literatura e fizeram com que um número significado de autores emigrassem para outras regiões, sobretudo para a América e para o resto da Europa.

## Introdução histórica: do Medievo à Modernidade
O contexto histórico, político, social e cultural em que se desenvolve o processo de criação é determinante para qualquer literatura. No caso da literatura galega, fundada sobre uma língua sem estado próprio e historicamente desprovida de fronteiras políticas que a delimitem e protejam do forte impulso castelhano, que se impõe como língua normativa já desde o final da Idade Média, os marcos nos quais a literatura ganha forma são de especial relevância.
A época áurea da literatura galega situa-se entre os séculos XI e XIII, durante os reinados de Fernando II e Afonso VIII da Galiza e Leão, período em que todo o ocidente cristão se beneficiou de um grande desenvolvimento devido à reconquista de territórios dos árabes e ao desenvolvimento das urbes, com as consequentes redes comerciais. Testemunha do prestígio cultural da Galiza trovadoresca é a produção literária de Alfonso X, como as Cantigas de Santa Maria, escritas em galego. A prática da escrita nesta língua deve-se, sem dúvida, ao forte grau de independência política de que dispunha o Reino de Galiza no século XII e ao protagonismo de que era alvo nos assuntos políticos hispânicos da época.
A formação do reino de Portugal, na primeira metade do século XII, marca o início de um largo processo de declínio da literatura galega, o qual se vê intensificado através da unificação de todos os reinos da Península Ibérica durante o reinado dos reis católicos (1471-1516). Galiza sofre profundas transformações territoriais e sociais. A língua galega é relegada para as camadas mais populares da sociedade, dando lugar a uma paulatina substituição do galego pelo castelhano, não apenas na oralidade mas também, e sobretudo, na escrita. Os séculos XVI a XVIII compreendem um período que se caracteriza por uma perda practicamente total de produção literária e um declínio muito acentuado do prestígio galego, motivo pelo qual se conhece este período como os Séculos Escuros.
O capitalismo económico do século XIX, em pleno período do Renascimento, promove profundas transformações em toda a Europa. Com o desmantelamento do Antigo Regime, os estados, laicos e democráticos, são a expressão política das nações. Tem lugar o auge do nacionalismo, que se caracteriza pela emergência de novos estados e pelo despertar nacional de diversos povos, e no qual a reivindicação linguística ocupa um lugar central.
Neste panorama de revalorização dos elementos nacionais surge, na Galiza, a voz da poetisa Rosalía de Castro, que, com os dois poemários que escreveria em galego – Cantares Galegos (1863) e Follas Novas (1880) – teria um papel fundamental na reutilização do galego como língua literária, motivo pelo qual se baptizou este momento da literatura galega como Rexurdimento (1880-1916). Paralelamente a Rosalía de Castro, cabe mencionar os nomes de Eduardo Pondal e Manuel Curros Enríquez, cujas obras definirão toda a poesia galega posterior. O carácter intimista dos seus poemas, a denúncia da injustiça e a exaltação nacionalista serão os três pilares da literatura galega a partir de então.
A guerra civil (1936-1939) e a ditadura franquista (1939-1975) limitarão novamente a normalização do idioma. Terão, contudo, o efeito contraditório de promover a língua galega como instrumento de resistência, passando a ser utilizada pela minoria intelectual e desarreigando-se da exclusiva oralidade do campesinato. A partir de então, língua e literatura galegas são conceitos indissociáveis.
Pode-se dividir as etapas da literatura galega da seguinte maneira:
- Período Medieval (XIII – XV). Vejam-se Trovadorismo, Cantigas de Santa Maria e Prosa galega medieval.
- Séculos Escuros (XVI, XVII e XVIII).
- Rexurdimento (XIX).
- Literatura galega do século XX.

## A matéria de Bretanha na literatura galega do século XX
No decurso da sublevação militar, e dada a guerra e o exílio ao qual muitos dos intelectuais foram sujeitos, a produção literária é escassa e o seu ressurgir é lento, sobretudo no que respeita à prosa. Um factor determinante para a normalização literária em galego é a fundação da editorial Galaxia, que trará à luz um conjunto de autores heterogéneo e de difícil catalogação.
Um exemplo desta nova geração de autores é Álvaro Cunqueiro, que se estreia no âmbito da narrativa com Merlín e família (1955), renovando, com esta obra, a antiga tradição de utilizar elementos e personagens da matéria de Bretanha. Ramón Cabanillas já o havia feito, anos antes, em 1926, no poemário Na noite estrelecida, no qual reelabora mitos do ciclo Arturiano de forma a invocar um passado mítico-patriótico. Nesta obra, que não é a única das suas obras onde plasma as aventuras artúricas, estabelece relações simbólicas entre os cavaleiros da Mesa Redonda, o Santo Graal e a realidade galega. Também Méndez Ferrín evidencia um forte vínculo com o mito arturiano, patente desde a sua primeira obra narrativa, Percival e outras historias (1958), e recorrente na sua produção literária posterior: Amor de Artur (1982), Bretaña, Esmeraldina (1987), entre outras.
A Idade Média exerce, ainda hoje, um forte fascínio sobre o imaginário colectivo europeu. É o período idóneo para reflectir sobre a questão identitária, a nação, a língua, o território, a cultura, a etnia, a religião, etc. Não é de estranhar, portanto, em especial tendo em conta as repercussões do Renascimento sobre a nação galega, que a literatura recorra ao tema da cavalaria medieval.
No caso da realidade galega, o celtismo é uma resposta às questões levantadas no século XIX com a emergência dos nacionalismos identitários: o substrato étnico-cultural deixado pelos celtas, real ou idealizado, funciona para reforçar e reivindicar um universo simbólico que se pretende legitimar. Neste sentido, a literatura joga um papel preponderante pois permite que, através da narração da memória colectiva, uma nação se afirme colectivamente.

## Antecedentes da matéria de Bretanha na literatura galega medieval
A lírica trovadoresca galaico-portuguesa configura-se, provavelmente, como uma das mais originais e ricas do panorama trovadoresco e demarca, no século XIII, o momento álgido da literatura desta região. O mesmo não se pode dizer da narrativa, caracterizada por um desenvolvimento tardio que se deve a dois factores: a permanência do latim como veículo internacional de cultura e a crescente pressão do castelhano no mesmo registo. Em contrapartida, dispõe-se de um grande número de documentos notariais, actas de conselhos, ordenamentos, foros, etc, em língua galega. Esta situação resulta da falta de normalidade que caracterizou o desenvolvimento da língua galega e da própria estrutura política e social de base.
A prosa medieval galaico-portuguesa divide-se em três ciclos: o ciclo bretão, o clássico e o carolíngio. O primeiro estava escrito em galego-português, ao passo que os restantes dois se encontravam já em galego.
O ciclo bretão contempla os principais blocos temáticos da matéria de Bretanha: as aventuras do Rei Artur, o mago Merlin, a rainha Ginebra e os cavaleiros Perceval, Lançarote, Galaaz, Boors; a história de amor entre Tristão e Isolda, fruto de uma beberagem mágica que os conduz a um fim trágico; e a lenda da demanda do Santo Graal. Este último bloco temático narra as aventuras dos cavaleiros do Rei Artur em busca do cálice que Jesus teria usado, supostamente, na Última Ceia e que continha o segredo da vida eterna. Encontra-se dividido em três partes:
1. O Livro de José de Arimateia: explica como José de Arimateia, um carpinteiro judeu, teria recolhido o sangue de Jesús num cálice (o Santo Graal) e transportado a um misterioso castelo na Grã-Bretanha, onde permaneceria sob custodia. Só um cavaleiro distinguido pela sua virtude se poderia beneficiar do seu poder.
2. Fragmentos do Livro de Merlin: narra as profecias do mago a respeito do virtuoso cavaleiro que se beneficiaria do poder do Graal.
3. A Demanda do Santo Graal: descreve as aventuras dos cavaleiros artúricos na procura do Santo Graal. Apenas Perceval, Galaaz e Boors seriam agraciados com a graça da vida espiritual. Galaaz e Perceval pereceriam e apenas Boors sobreviria para chegar à corte do Rei Artur e relatar-lhe a morte dos seus companheiros.

Estas lendas têm origem na mitologia celta e adquirem um forte impulso a partir do século XII, sendo amplamente acolhidas pelo conjunto da sociedade medieval europeia. A primeira menção, porém, a uma personagem histórica que poderia ter servido de modelo para a elaboração do mítico Artur de Camelot remonta ao século VI e é da autoria de Gildes, o Sábio, um monge bretão autor de De excidio et conquestu Britanniae (Sobre a destruição e a conquista de Britannia). Na sua obra, Giles menciona um general bretão de origem romana chamado Ambrosius Aurelianus que derrotou os invasores Saxões em mais do que uma ocasião. Por volta do ano 800, o historiador Nênio, no capítulo 56 da sua Historia Britonum, identifica o general mencionado por Giles como sendo Arthur, dux bellorum dos bretões.